# Énergie au Lesotho
Le secteur économique de l'énergie au Lesotho occupe une place prédominante dans le pays. Elle  provient principalement de Biomasse, énergies fossiles et d’hydroélectricité.

## Contexte
Le Lesotho est un État d'Afrique australe, montagneux et sans accès à la mer, entièrement enclavé dans le territoire de l'Afrique du Sud, dont il est économiquement dépendant.
Son secteur énergétique du Lesotho est par un faible niveau de consommation d'énergie provenant de sources commerciales (électricité, pétrole, charbon et gaz) avec un niveau élevé de consommation d'énergie provenant de sources de biomasse. Selon le bilan énergétique 2020 de l'AFREC, la majeure partie de l'électricité est consommée par les ménages (35 %) et par l'industrie (31 %).
Le profil énergétique du pays est caractérisé par une prédominance de l'énergie traditionnelle de la biomasse pour répondre aux besoins énergétiques des ménages ruraux et une forte dépendance au pétrole importé pour les besoins du secteur économique moderne. Le pays doit relever des défis liés à l'utilisation non durable des formes traditionnelles de biomasse et à l'exposition aux prix élevés et instables des importations de pétrole.
Afin de faire face à ces problématiques, le pays s'est concentré dans les dernières décennies sur la production d'électricité hydraulique bas carbone

## Électricité
Comme la plupart des pays d'Afrique sub-saharienne, la part des combustibles dans la consommation finale totale du Lesotho est dominée par les biocarburants et les déchets (57 %), suivis du pétrole (26 %), de l'électricité (7 %) et du charbon (7 %). Le bilan énergétique est dominé par les ressources énergétiques de la biomasse, associé à la dégradation de l'environnement sous forme de déforestation et d'érosion des sols. En 2021, la consommation d’électricité par habitant au Lesotho est inférieure à la moyenne mondiale. Toutefois, la quasi-totalité de l’électricité du Lesotho est produite à partir de sources à faible émission de carbone, principalement l’hydroélectricité.
L'hydroélectricité représente la principale richesse du Lesotho.

## Hydro-électricité
Les principales centrales hydroélectriques du Lesotho sont :
- Barrage de Katse (Katse Dam) : Situé sur la rivière Malibamatšo (de), le barrage de Katse est le plus grand barrage du Lesotho. Il fait partie du projet de transfert d’eau Lesotho-Highlands dans le cadre du Lesotho Highlands Water Project (LHWP)[4], et sert à stocker l’eau pour le transfert vers l’Afrique du Sud. Le barrage de Katse a également une centrale hydroélectrique qui génère de l’électricité.
- Barrage de Mohale (Mohale Dam) : Situé sur la même rivière, le barrage de Mohale a les mêmes fonctions que celui de Katse [5].

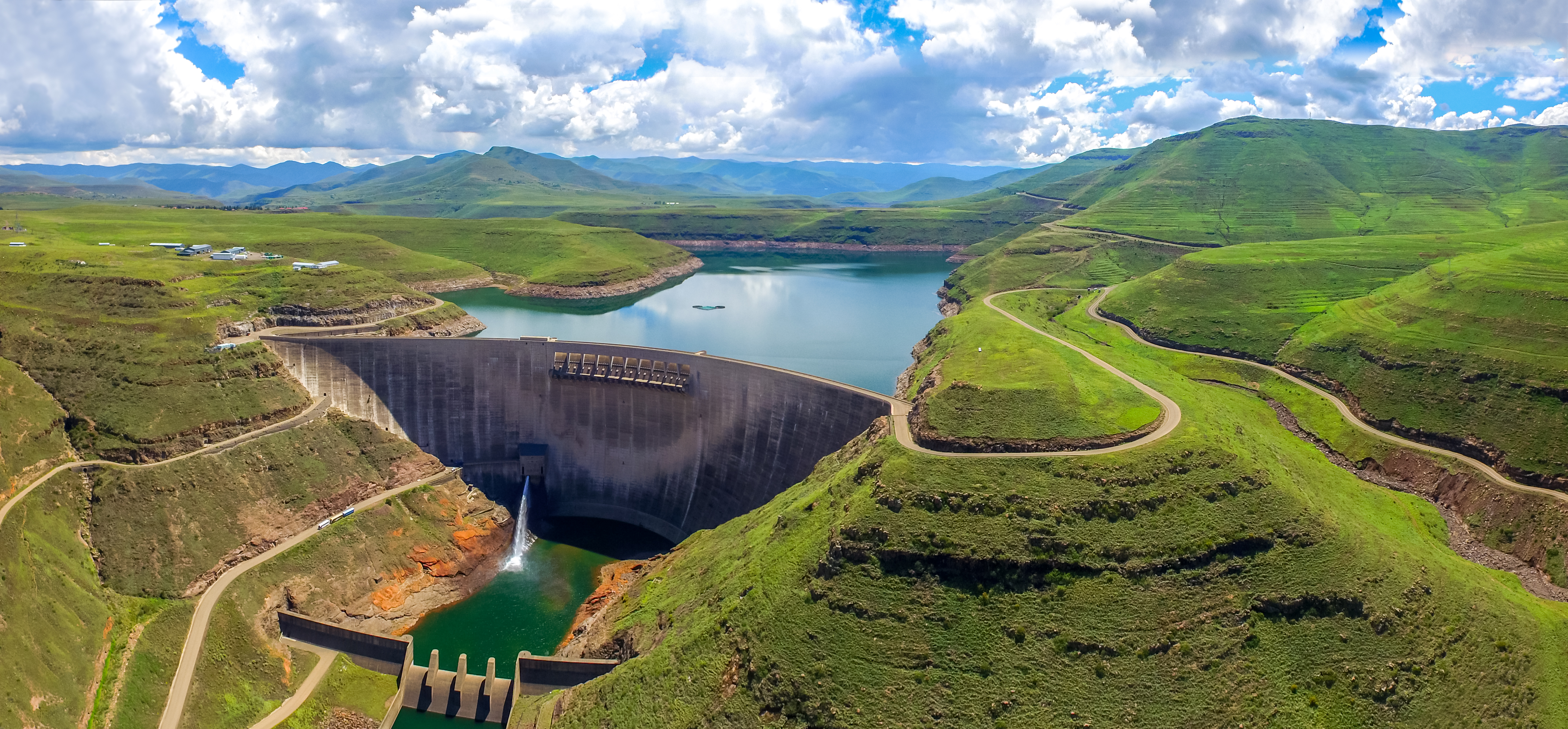
Barrage de Katse
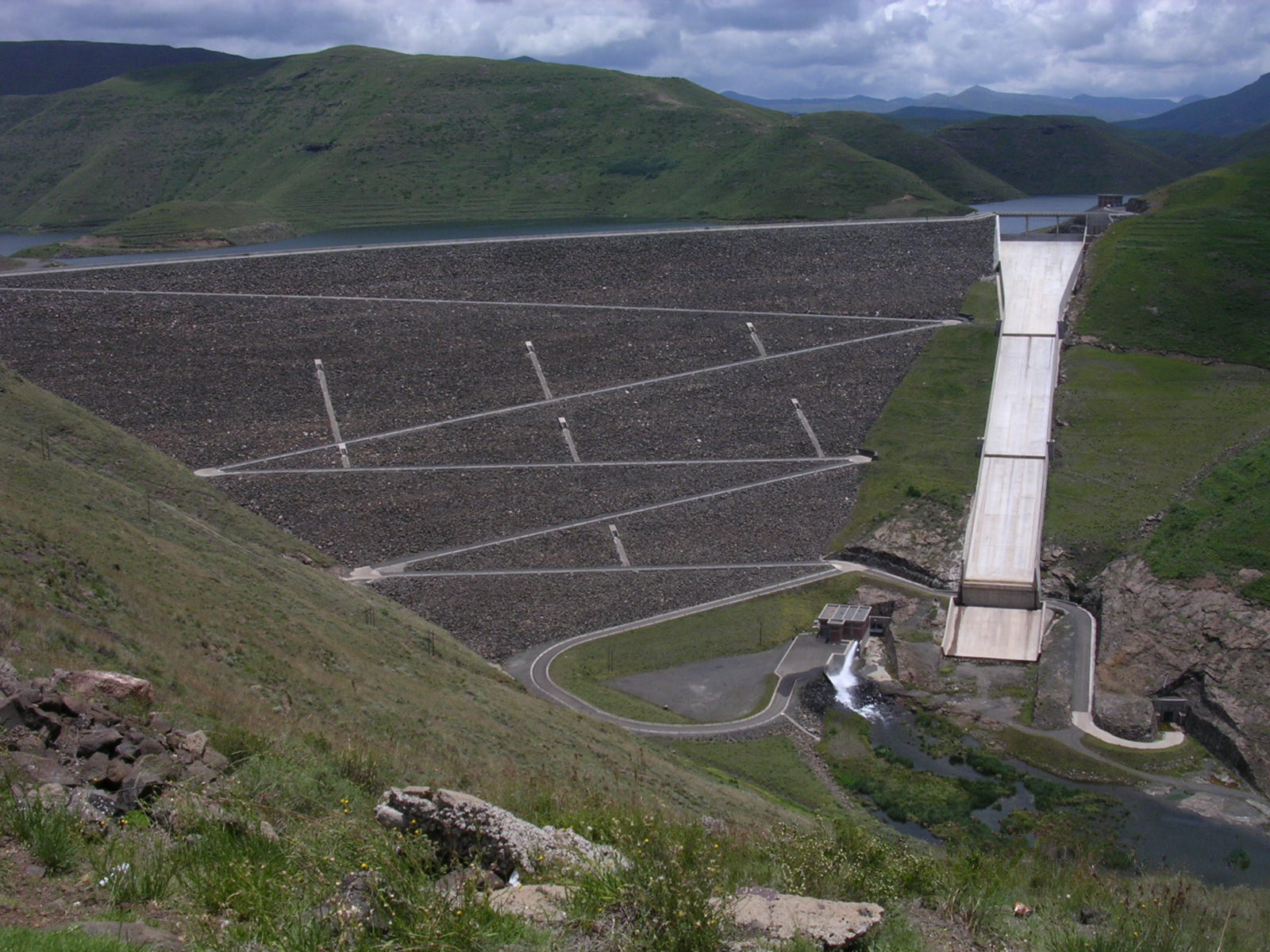
Barrage de Mohale

## Bas carbone
Les deux dernières decennies, le pays s'est principalement appuyé sur l'énergie hydraulique . Dans les années 2000, la production d'hydroélectricité a augmenté, passant de 0.1 TWh en 2000 à 0.2 TWh en 2005. Après une légère augmentation en 2006, la production reste stable jusqu'en 2011, année où elle décroit pour revenir au niveau de l'année 2000. Depuis, la production d'électricité hydraulique reste stable. En 2021 elle représente 48.5% de la totalité d'électricité produite.

## Ruralité et urbanisme
La population rurale couvre ses besoins énergétiques principalement à partir de sources d'énergie issues de la biomasse (bois, arbustes, déchets de culture et fumier), complétées par de la paraffine. Les ménages urbains utilisent principalement la paraffine, complétée par la biomasse, le gaz et le charbon. Le secteur résidentiel consomme plus de 90 % de la consommation totale de biocarburants et de déchets du pays.